# Eryxias (Archon)
Eryxias (griechisch Ἐρυξίας Eryxias) war ein Eupatrides und wurde laut antiker Überlieferung zum siebten und letzten Archon mit zehnjähriger Amtszeit in Athen gewählt. Er war der Nachfolger von Apsandros. Nach Eusebius von Caesarea wurde während seines fünften Regierungsjahres Gela auf Sizilien und im siebten Phaselis in Pamphylien gegründet. Nach Georgios Synkellos endete die Regierung des Eryxias entweder in der 19. oder 25. Olympiade. Die Excerpta Latina Barbari legemn dies in die Zeit der 24. Olympiade. Während Eusebius das Regierungsende in das zweite Jahr der 24. Olympiade, also in das Jahr 683/82 v. Chr., datiert, legt die Parische Chronik dies ein Jahr früher auf 684/83 v. Chr. Seine Amtszeit wird von 694/93 v. Chr. bis 684/83 v. Chr. angesetzt.
Nach ihm wurde die Amtszeit der Archonten auf ein Jahr begrenzt. Als Eryxias’ Nachfolger wurde Kreon zum ersten Archon mit einjähriger Amtszeit gewählt.